# Алтайвагон
АО «Алтайваго́н» (Алтайский вагоностроительный завод, РТС: ALVG
) — вагоностроительное предприятие в Алтайском крае, выпускающее вагоны для нужд железнодорожного транспорта. Одно из крупнейших предприятий Алтайского края.
В структуру компании входит головное предприятие в городе Новоалтайске, филиалы в Рубцовске и Кемерово.

## История
Завод основан 7 октября 1941 года в результате эвакуации на Алтайский деревообрабатывающий завод Днепродзержинского вагоностроительного завода. В 1945 году завод перешёл на ремонт товарных вагонов и производство двухосных 20-тонных платформ.
Изначально «Алтайвагон» специализировался на выпуске четырёхосных крытых грузовых магистральных вагонов. С 1992 года завод начал выполнять заказы по изготовлению полувагонов, а в 1994 году приступил к изготовлению вагонов для перевозки автомобилей (на 23 августа 2007 г. выпущено 1000 таких вагонов), вагонов-цистерн и других вагонов специального назначения. Кроме того, «Алтайвагон» имеет собственные производственные мощности по изготовлению колёсных пар.
Производственная мощность на 1 января 1997 года составляла 6500 вагонов в год. С 1941 по 2000 годы было произведено 285896 вагонов разных моделей. Максимальный годовой выпуск достигал 11308 вагонов в 1976 году.
За всю историю деятельности завод не смог наладить выпуск собственной ходовой части. С конца 2014 года завод работал в режиме неполного рабочего дня, а в начале 2015 года даже полностью приостанавливал производство (до 19 января) из-за кризиса на рынке и отсутствия заказов.
С 2002 года у предприятия в городе Кемерово есть филиал Кемеровохиммаш.
29 января 2023 года, на фоне вторжения России на Украину, предприятие внесено в санкционный список Украины.

## Деятельность
В 2006 году выручка предприятия составила 8,58 млрд рублей. По версии еженедельника «Эксперт», «Алтайвагон» занимал второе место среди самых динамичных компаний среднего бизнеса в России.
В 2012 году выручка составила 20,6 млрд рублей, далее показатель выручки снижался до 10,5 млрд руб. в 2015 году.
В 2018 году изготовлено 9830 вагонов, выручка 23,8 млрд рублей.

## Известные сотрудники
- Колесниченко, Виталий Онуфриевич (1905 — ?) — Герой Социалистического Труда. Главный технолог (1941—1949)[9].